# Argentavis magnificens
Argentavis magnificens là một loài chim đã tuyệt chủng. Đây là một trong các loài chim có sải cánh lớn nhất. Loài này được biết đến từ hóa thạch từ ba địa điểm có niên đại từ cuối Miocen ở trung bộ và tây bắc Argentina, nơi một mẫu tốt của hóa thạch mà người ta đã thu được.
Loài chim này có sải cành dài 6m, tuyệt chủng từ 6 triệu năm trước.
Argentavis có khoảng cánh từ 5.09 đến 6.07 m (tùy thuộc vào phương pháp đo được sử dụng, tức là phân tích hồi quy hoặc so sánh với thần ưng California), chiều cao từ 1,5 đến 2 m), và khối lượng khoảng 70 đến 72 kg. Điều này đã làm cho nó trở thành loài chim lớn nhất cho đến khi một loài tuyệt chủng khác, Pelagornis sandersi, được mô tả trong năm 2014 là có kích thước lớn hơn (mặc dù chỉ nặng 22–40 kg). Để so sánh, chim sống với sải cánh lớn nhất là chim hải âu lang thang, ở độ cao 3,6 m (12 ft). Kể từ khi A. magnificens được biết đến là một con chim đất, một điểm tốt khác để so sánh là đồng cỏ Andez, một trong những loài chim đất lớn nhất, với sải cánh lên đến 3,2 m (10 ft) và trọng lượng lên đến 15 kg (33 lb) và không liên quan quá xa với Argentavis.